# Husqvarna Nuda 900
Husqvarna Nuda 900 – włoski motocykl typu Supermoto produkowany przez firmę Husqvarna od 2012 roku.

## Dane techniczne/Osiągi
Silnik: R2
Pojemność silnika: 898 cm³
Moc maksymalna: 105 KM/8500 obr./min
Maksymalny moment obrotowy: 100 Nm/7000 obr./min
Prędkość maksymalna: brak danych
Przyspieszenie 0-100 km/h: brak danych